# 扬州大明寺
大明寺位于中国江苏省扬州市蜀冈风景区之中峰，曾是鉴真居住和讲学之所，古有“扬州第一名胜”之说。

## 历史
大明寺初建于南朝宋孝武帝大明年间（457年－464年），故称“大明寺”。
隋仁寿元年（601年），文帝杨坚六十寿辰，诏令在全国三十个州内立三十座塔，以供奉舍利（佛骨）其中一座建立在大明寺内，称“栖灵塔”。
唐天宝二载（743年），大明寺律学高僧鉴真大师应日本僧人荣睿、普照的邀请，为弘扬佛法，历经十年艰险，先后五次失败，终在唐天宝十二载-日天平胜宝五年（753年）东渡日本。唐会昌三年（843年），栖灵塔遭大火焚毁。
清朝雍正帝曾题联“万松月共衣珠朗，五夜风随禅锡鸣。” 乾隆帝曾题额“蜀冈慧照”题联：“淮海奇观别开清净地，江山静对远契妙明心。”清廷因讳“大明”二字，曾沿称“栖灵寺”。乾隆三十年（1765年），当高宗第四次巡游扬州时，御笔题书“敕题法净寺”。咸丰三年（1853年），法净寺毁于太平军与清军之战火。同治九年（1870年），盐运使方浚颐重建。

## 建筑
- 山门殿：兼作天王殿，正门上额“大明寺”三字是赵朴初集隋代《龙藏寺碑》而镌。殿内供有弥勒像，背面为护法韦驮，两旁分立持国、增长、广目、多闻四大天王。过天王殿，见庭院开阔，古木参天。东有百年桧柏，西有百年黄杨，中有宝鼎两尊。

- 平山堂：是北宋文学家欧阳修任扬州太守时所建。堂前花木扶疏，庭院幽静，凭栏远眺江南诸山，恰与视线相平，“远山来与此堂平”，故称“平山堂”。堂前有联曰：“过江诸山到此堂下，太守之宴与众宾欢”，是欧阳修当年潇洒流运的生动写照。

- 天下第五泉：在平山堂之西是一座富有山林野趣的古典园林——西园。西园一名御苑，又名芳圃。

- 鉴真纪念堂：1963年中日两国纪念鉴真圆寂1200周年时，根据周恩来总理的指示，由梁思成设计，当年奠基，于1973年建成的。

- 弘佛亭：2007年5月，日本客人池田和夫老先生及夫人女儿将其长期珍藏并敬奉30多年的一尊来自中国西晋的观世音菩萨白玉佛首奉归中国，并无偿捐献给大明寺。为纪念佛首回归在大明寺内建立了一座“弘佛亭”。

- 栖灵塔：共九层，始建于隋仁寿元年(601年)，唐代诗人李白、高适、刘长卿、蒋涣、陈润、刘禹锡、白居易均曾登临，并留下千古绝唱，反映了被誉为“中国之尤峻特者”的栖灵塔气势磅礴、高耸云天的雄伟气概。栖灵塔毁于唐武宗会昌三年（843年），1988年奠基重建，1995年新塔落成[1]。

- 鑑真图书馆：2005年6月，台湾佛光山捐资兴建，为仿唐式建筑。

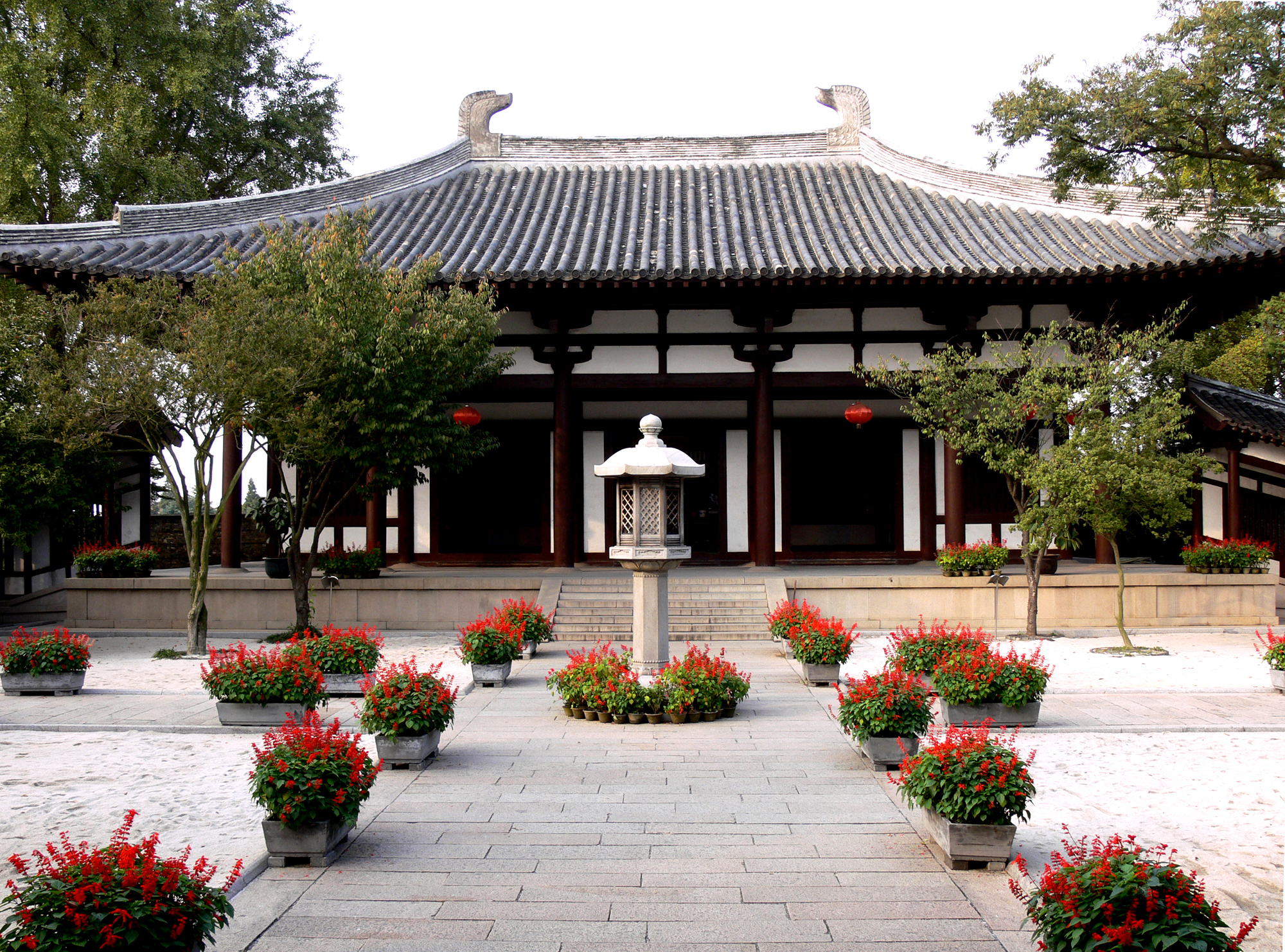
大明寺鉴真和尚纪念堂
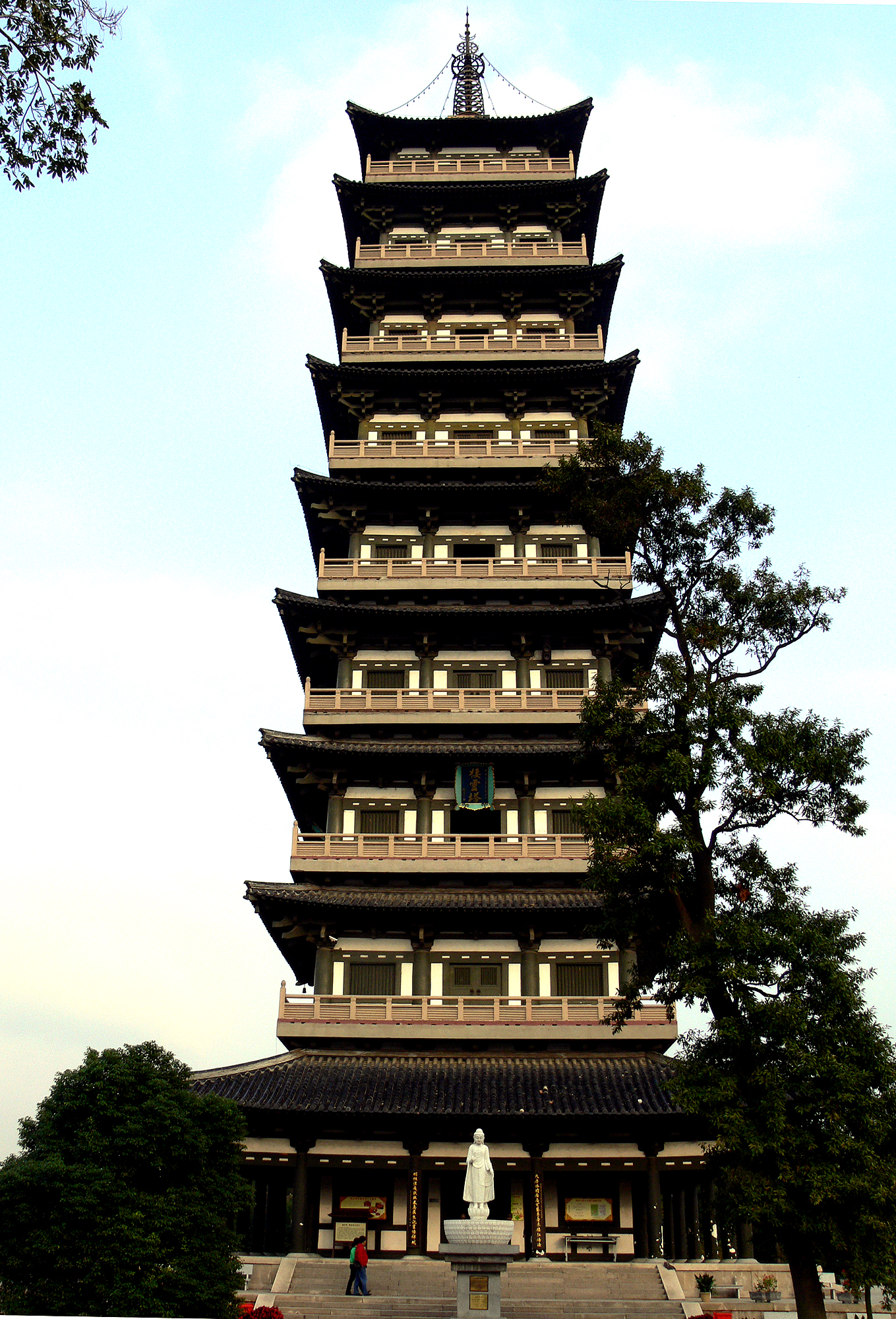
大明寺棲靈塔